# August af Slesvig-Holsten-Sønderborg-Nordborg
August, hertug af Slesvig-Holsten-Sønderborg(-Plön)-Nordborg (født 9. maj 1635, død 17. september 1699 på Plön Slot) var en af de mange afdelte sønderborgske hertuger.

## Biografi
Han var søn af hertug Joachim Ernst af Slesvig-Holsten-Sønderborg-Plön og Dorothea Augusta af Slesvig-Holsten-Gottorp. Han tog krigstjeneste i Brandenburg og udmærkede sig her ved sin tapperhed og dygtighed; 1664 blev han infanterigeneral og guvernør i Magdeburg, 1674 general-felttøjmester, og 1676 forærede den store kurfyrste ham øen Usedom som anerkendelse for ydede tjenester. Først efter Frederik Vilhelms død (1688) slog han sig til ro i sit hjem. Her havde han 1676 efter faderens bestemmelse og brødrenes arveforening af 1671 overtaget det af Kronen ved mageskifte for Oldenborg erhvervede Nordborg Len på Als med gårdene Østerholm, Frederiksgård, Melsgård og Hartspring, hvortil samme år som arv efter broderen Bernhard kom Søbygård og 1684, ved overenskomst med kongen og hertugen af Gottorp, Gottesgabe, begge på Ærø. Han lod opføre et nyt slot på Nordborg i stedet for det afbrændte, men boede selv meget ofte på Østerholm. Død 17. september 1699.

## Ægteskab og børn
Hertug August ægtede 1666 Elisabeth Charlotte, datter af Frederik, fyrste af Anhalt-Harzgerode, og enke efter Vilhelm Ludvig, fyrste af Anhalt-Köthen (1647-1723. Ved testamente delte han sit sønderjyske len mellem sine to sønner, således at Joachim Frederik fik gårdene på Als, Christian Carl dem på Ærø.

## Eksterne links
- Hans den Yngres efterkommere